# دابسيت
دابسيت Dubset (المعروفة سابقًا باسم ذا فيوتشر إف إم The Future FM) هي منصة لتوزيع الأصوات الممزوجة عبر الإنترنت تسمح لمنسقي الأغاني بتحميل واستضافة ومشاركة المزيج الخاص بهم والبودكاست وما إلى ذلك. وهي ذراع التوزيع لشركة دابسيت ميديا هولدينغ Dubset Media Holdings، ومقرها في مدينة نيويورك.
في مارس 2020، استحوذت شركة بيكس Pex على دابسيت Dubset.

## روابط خارجية
- الموقع الرسمي